# Acate
Acate – miejscowość i gmina we Włoszech, w regionie Sycylia, w prowincji Ragusa.
Według danych na rok 2022 gminę zamieszkiwało 10 551 osób, 102,97 os./km².